# إريك جنسن
إريك جنسن (بالدنماركية: Erik Jensen)‏ (1 أكتوبر 1921 - 29 يونيو 1987) هو ملاكم دانمركي. شارك في الألعاب الأولمبية الصيفية 1948.

## وصلات خارجية
- إريك جنسن على موقع بوكس ريك (الإنجليزية) (registration required)
- إريك جنسن على موقع أوليمبيديا (الإنجليزية)